# 茲韋里諾戈洛夫斯科耶區
54°27′53″N 64°51′10″E / 54.46472°N 64.85278°E

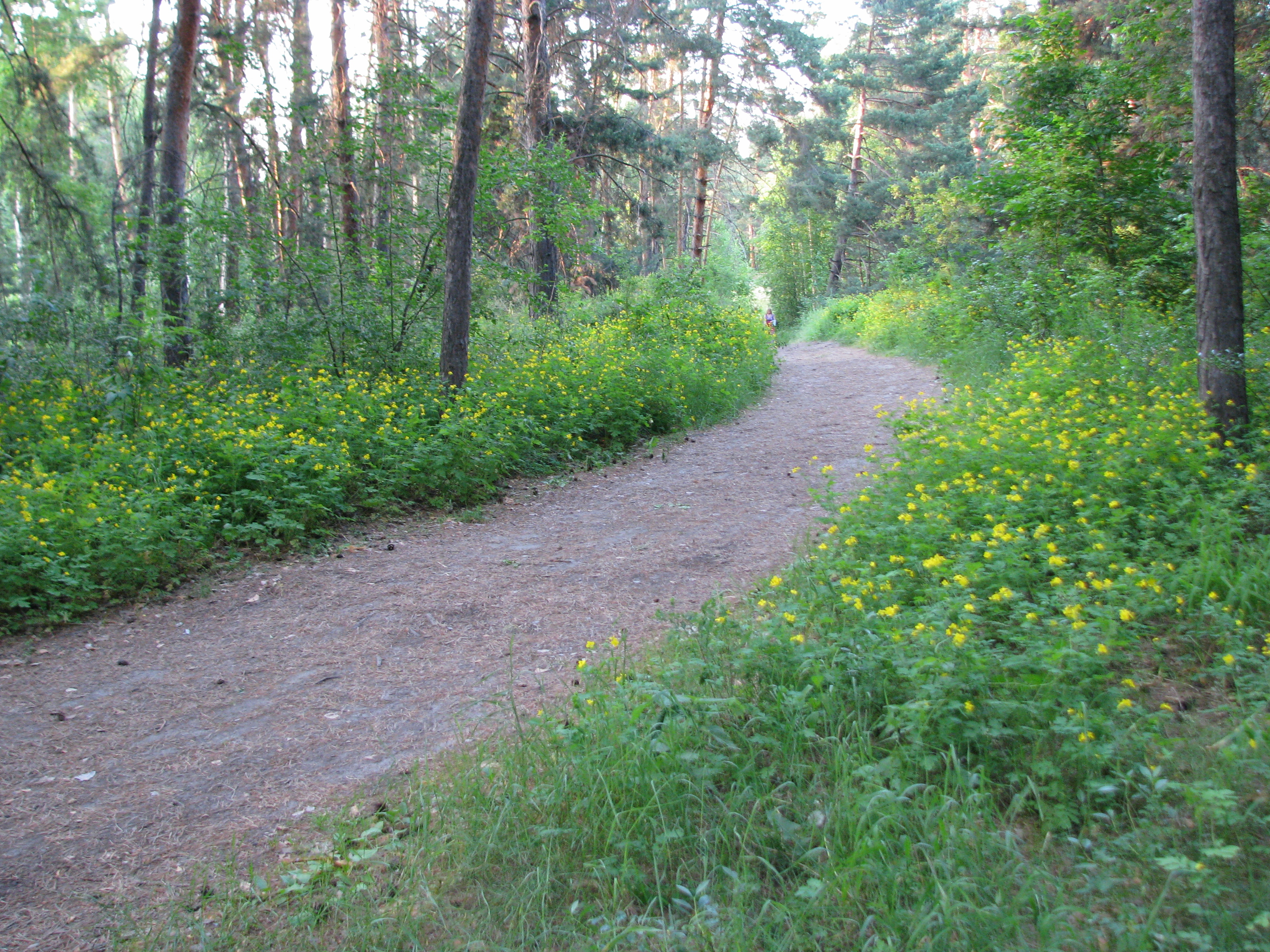

茲韋里諾戈洛夫斯科耶區（俄语：Звериноголовский район），是俄羅斯的一個區，位於該國南部，由庫爾干州負責管轄，始建於1992年，面積1,400平方公里，2010年人口9,518，人口密度每平方公里6.8人。